# شیطان پاره وقت!
شیطان یک شاغل پاره وقت است! (به انگلیسی: The Devil Is a Part-Timer!) ⁪ (ژاپنی: はたらく魔王さま! هپبورن: Hataraku Maō-sama!) مجموعه لایت ناول ژاپنی نوشته ساتوشی واگاهارا، با تصویرگری اونیکو است. انتشارات اسکی مدیا ورکس این مجموعه را در ژاپن منتشر کرده و ین پرس ترجمه رسمی انگلیسی در آمریکای شمالی را دارد.
داستان دربارهٔ شیطان است که به دنبال تسخیر دنیای Ente Isla است، اما وقتی با قهرمان امیلیا مواجه می‌شود، مجبور می‌شود از دروازه ای عقب‌نشینی کند که او را به توکیو امروزی، ژاپن می‌برد. برای زنده ماندن و یافتن راهی برای بازگشت به Ente Isla، شیطان نام سادائو مائو را بر خود می‌گذارد و در یک رستوران فست فودی به نام مگ‌رونالد، که پرودی از مک‌دونالد است، شغل پاره وقت به دست می‌آورد. دو اقتباس به صورت مانگا از این اثر منتشر شده‌است. همچنین یک مجموعه تلویزیونی انیمه در ۱۳ قسمت به تهیه کنندگی استودیو وایت فاکس از آوریل تا ژوئن ۲۰۱۳ پخش شد. فصل دوم توسط استودیو 3Hz از جولای تا سپتامبر ۲۰۲۲ و فصل سوم از جولای تا سپتامبر ۲۰۲۳ پخش شد.